# Hiram Bullock

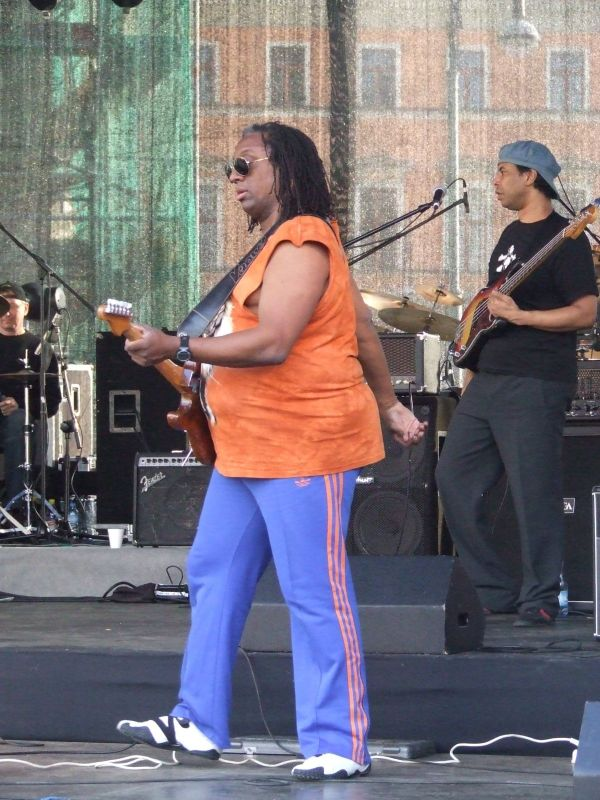
Hiram Bullock auf der Bühne (2006)

Hiram Bullock (* 11. September 1955 in der Präfektur Osaka, Japan; † 25. Juli 2008 in New York City) war ein US-amerikanischer Jazz-, Funk- und auch Fusion-Gitarrist.

## Leben und Wirken
Bullock wurde in Japan geboren, wo seine US-amerikanischen Eltern als Soldaten stationiert waren. Im Alter von zwei Jahren kam er in die USA. Als Kind lernte er am Peabody Conservatory of Music in Baltimore, Maryland, Piano spielen und gab mit sechs Jahren sein erstes Konzert. Mit elf Jahren lernte er Saxophon und in den unteren Klassen der High-School wechselte er zur Bassgitarre. Mit 16 wechselte er zur Gitarre, um mehr Erfolg bei Mädchen zu haben.
Bullock besuchte die University-of-Miami-Musikhochschule, wo er zusammen mit Pat Metheny und Jaco Pastorius studierte. Hier traf er viele der Musiker, mit denen er später während seiner ganzen Karriere als Profimusiker spielen sollte. Bei einem seiner regelmäßigen Nightclub-Gigs in Florida spielte er zusammen mit der Sängerin Phyllis Hyman, mit der Bullock Mitte der siebziger Jahre nach New York ging.
In New York trat er mit David Sanborn und den Brecker Brothers auf, bevor er die 24th Street Band gründete. Diese Formation mit Steve Jordan am Schlagzeug, Clifford Carter am Keyboard und dem Bassisten Mark Egan, der später durch Will Lee ersetzt wurde, fand begeisterte Anhänger in Japan und veröffentlichte dort zwei Schallplatten. Die zweite wurde vom Keyboarder Paul Shaffer coproduziert. Als Shaffer dann später eine Hausband für die „David Letterman Show“ im NBC-Fernsehen zusammenstellte, griff er auf Bullock, Jordan und Lee von der 24th Street Band zurück, um mit ihnen in der „Late Night Talk Show“ zu spielen, die erstmals 1981 ausgestrahlt wurde. 1983 spielte er im Monday Night Orchestra von Gil Evans. Eine weitere wichtige Beziehung war die zu dem Produzenten Phil Ramone, der Bullock für eine Folge von Gold- und Platin-Bestselleralben der Pop-Stars Billy Joel, Paul Simon und Kenny Loggins anwarb. Bullock kam in den letzten Jahren wiederholt mit eigenen Formationen nach Europa; so trat er regelmäßig auf dem Aalener Jazzfest auf.
Bullock starb am 25. Juli 2008 im Alter von 52 Jahren nach einer überstanden geglaubten Kehlkopfkrebs-Erkrankung; nach anderen Quellen starb er an den Folgen seiner Drogensucht.

### Karriere als Studiomusiker
Bullock erschien auch in zahlreichen Credits von Aufnahmen der Brecker Brothers, David Sanborn, Jaco Pastorius, Pete Townshend, Bob James, Chaka Khan, James Taylor, Steely Dan, James Brown, Miles Davis, Barbra Streisand, Sting, Burt Bacharach, Roberta Flack, Spyro Gyra, Eric Clapton und Al Green, auf dem Soundtrack Footloose, Gil Evans, Mike Stern, Michael Franks und weiteren Weltstars.

## Eigene CDs
Mitte der achtziger Jahre spielte Bullock in der Hausband der Fernsehsendung „Saturday Night Live“ mit und veröffentlichte 1985 seine erste Platte als Bandleader, die „First Class Vagabond“ hieß. Das Fusion-lastige From All Sides folgte 1986, im Jahr 1987 erschien Give It What U Got und 1992 dann Way Kool, alle auf Atlantic Jazz. Ebenfalls im Jahre 1987 spielte Bullock das Solo auf Stings Interpretation des Hendrix-Klassikers „Little Wing“, wo er geschickt Jazz/Fusion mit Elementen des Blues kombinierte. Es folgten zwei Alben mit dem Bassisten und langjährigen Kollegen Will Lee und Schlagzeuger Clint deGanon – das 1994 erschienene World of Collision und das Livealbum Manny’s Car Wash aus dem Jahre 1996. Late Night Talk aus dem Jahre 1996 war Jazz-lastiger, mit Dr. Lonnie Smith an der Hammond B-3, Idris Muhammad am Schlagzeug, Joe Locke am Vibraphon und Ed Howard am Bass. Carrasco – 1997 erschienen – war seine Hommage an die Latin Music, während das 2000er Album Guitar Man eine Rückkehr zu seinen Rock-Fusion-Wurzeln darstellte. Mit dem 2001 erschienenen Color Me, begann Bullock sich mehr Richtung Pop zu orientieren, und mit Try Livin' It machte er einen weiteren großen Schritt in diese Richtung. Im Herbst 2005 erschien das Album Too funky 2 ignore. Posthum erschien im Januar 2009 Plays the Music of Jimi Hendrix, ein Livemitschnitt eines Konzertes mit der WDR Big Band und Billy Cobham von 2004 (veröffentlicht 2008).

## Diskografie
- 1986: From All Sides (Atlantic)
- 1987: Give It What U Got (Atlantic)
- 1992: Way Kool (Atlantic)
- 1994: World of Collision (Big World)
- 1996: Manny's Car Wash (Big World)
- 1997: Carrasco (Fantasy)
- 1997: Late Night Talk (Venus)
- 2000: First Class Vagabond (JVC Victor)
- 2001: Color Me (Via)
- 2002: Best of Hiram Bullock (WEA)
- 2003: Try Livin' It (EFA Records)
- 2004: Jam Jam (3D)
- 2006: Guitarman (JVC Victor)
- 2006: Too Funky 2 Ignore (BHM Productions)
- 2009: Plays the Music of Jimi Hendrix (BHM Productions)
- 2013: Christmas Revisited (Jazzline)

## Stilrichtung
Während man Hiram Bullock oft dem Jazz, dem Funk und der Fusion-Musik zuordnete, bezeichnete Bullock selbst seine Stilrichtung als Groove-Musik. Es sei immer ein Fußstampf-Element vorhanden. Bullock verstand es besonders gut, eine klassische Blues-Phrase durch Einwerfen eines frischen Jazz-Licks aufzuwerten. Da er zudem auch sehr geschickt mit dem Bending war, konnte er den Eindruck erwecken, die Töne würden „ineinander fallen“. Sein Solo in Little Wing auf dem Sting-Album …Nothing Like the Sun (1987) stellt ein gutes Beispiel dieser Technik dar.
Bullock war bekannt dafür, bei Auftritten barfuß zu spielen. Er war Endorser für Cort-Guitars, die nach Bullocks Ideen gestaltete Signature-Gitarren herstellen.